# Calogero

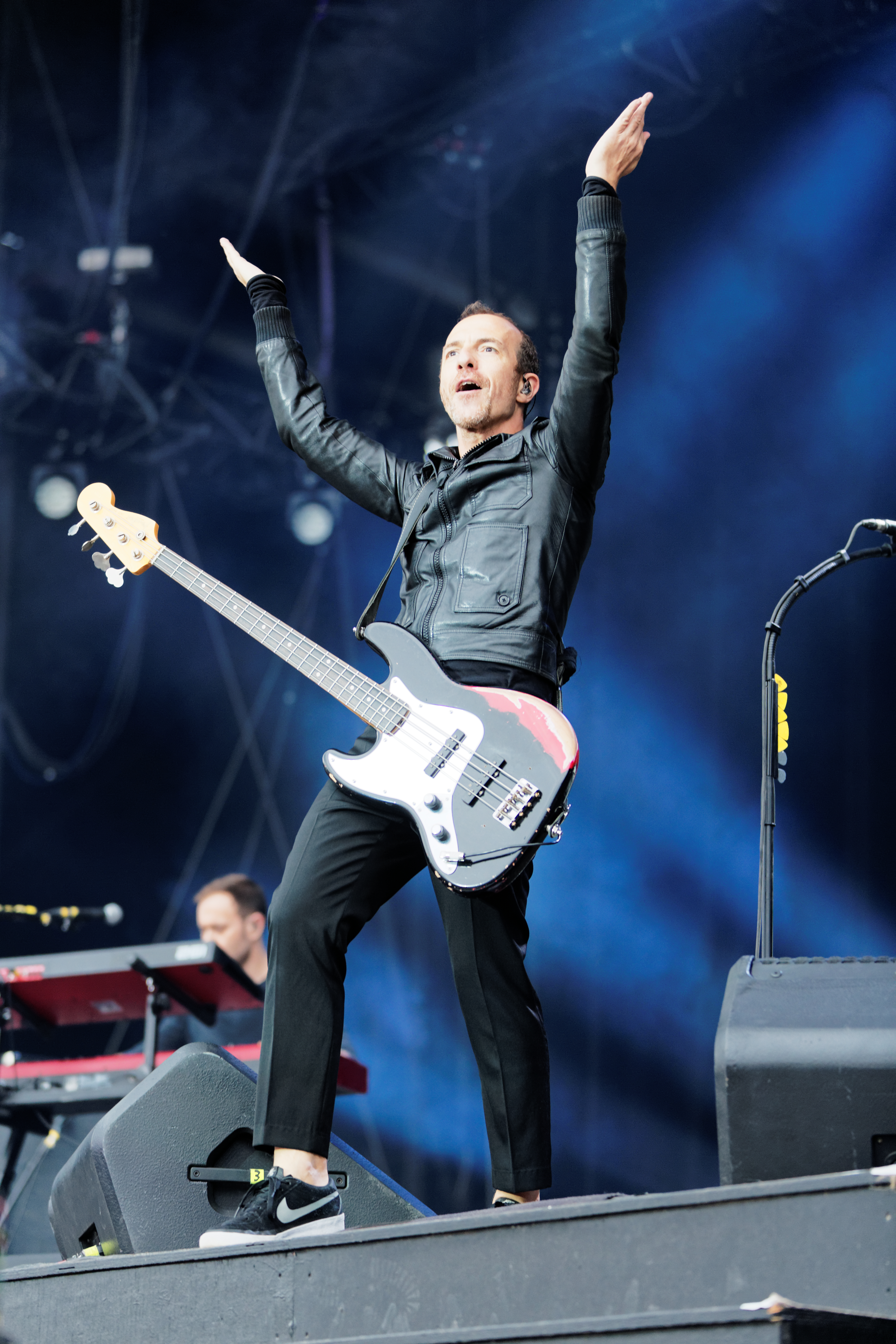
Calogero tijdens een Festival des Vieilles Charrues

Calogero Maurici (Échirolles, 30 juli 1971) is een Frans zanger en songwriter.

## Levensloop

### Jeugd
Calogero Maurici heeft Siciliaanse ouders maar groeide op in Échirolles, Zuid-Frankrijk.
Al toen hij zes jaar oud was begon Calogero zich te interesseren voor muziek. Zo leerde hij de fluit, gitaar en de basgitaar spelen. Tijdens zijn live-optredens speelt hij ook basgitaar.

### Carrière
Reeds op 16-jarige leeftijd tekende hij zijn eerste platencontract. Dit deed hij met de jongensgroep Les Charts, die hij vormde met zijn broer Gioacchino Maurici en hun vriend Francis Maggiulli. Calogero noemde zichzelf 'Charly' en Gioacchino noemde zich 'Jacky'. De groep heeft 5 albums uitgebracht. In 1997 ging de groep uit elkaar.
In 2000 bracht Calogero zijn eerste solo-album, een studioalbum, uit: Au Milieu Des Autres. Bekende andere Franse artiesten, zoals Pascal Obispo en Zazie, helpen mee om dit album te realiseren. Dit doen ze, omdat Calogero eerder voor hen nummers heeft gecomponeerd.
Twee jaar later, in 2002, komt Calogero met zijn tweede studio-album, genaamd Calogero. Dit album had succes met de singles En apesanteur, Aussi libre que moi, Tien an men en Prendre racine.
In 2004 komt Calog3ro uit (alternatieve titel: 3), waarop de hitsingles Yalla, Si seulement je pouvais lui manquer en Face à la mer, een duet met rapper Passi, staan.
Het eerste dubbelalbum van Calogero komt uit in 2005 en heet 'Live 1.0'. Het betreft hier een live-registratie van twee concerten, op 15 en 16 maart 2005 in Brussel. Aan deze concerten werkten veel andere Franse muzikanten mee. Velen hadden een gast-optreden, zoals Passi, maar ook Raphaël Haroche en La Grande Sophie.
Van 'Live 1.0' werd tevens een dvd uitgebracht.
Het album Pomme C was te koop in Frankrijk vanaf 23 februari 2007. Alle tracks van het album werden opgenomen in een huis in Toscane. De titeltrack werd een hit.
In 2009 bracht Calogero zijn vijfde album L'Embellie uit, met daarop het nummer C'est dit. Na een pauze van vijf jaar verscheen in 2014 het album Les Feux d'artifice. De eerste single van dit album, Un jour au mauvais endroit, werd meteen een dikke hit in Frankrijk. Verder verschenen in 2014 nog de singles Les Feux d'artifice, L'Éclipse en Le Portrait. In 2015 kwamen daar de singles Avant toi, J'ai le droit aussi, Le monde moderne en Jimmy bij. Laatstgenoemd nummer was een duet met de Franse pop/rockgroep Cats on Trees. Ook bracht Calogero in 2015 nog een livealbum uit.
Calogero's zevende album, Liberté chérie, werd in 2017 op de markt gebracht. De eerste single Je joue de la musique, veroverde wederom de Franse hitlijsten. Ook wist Calogero met dit nummer voor het eerst de Vlaamse Ultratop 50 te bereiken. Later in 2017 volgden nog de singles On se sait par cœur en Fondamental. In 2018 verschenen de singles Voler du nuit en 1987.

## Muziek
Calogero's muziek kenmerkt zich vooral door de hoge, breekbare stem van Calogero zelf. Dit 'fragiele' geluid maakte hem populair in Frankrijk. Zijn nummers worden aangeduid als pop/rock. Zijn nummers variëren van gevoelige Franse chansons naar steviger nummers en doet soms aan bands als Coldplay en Keane denken.
Calogero luisterde zelf veel naar the Cure en the Who maar haalt zijn grootste inspiratie uit de Beatles en in het bijzonder Paul McCartney. Deze vertoont ook enkele gelijkenissen met Calogero: ze spelen beide basgitaar en zingen daarbij, en zijn beiden linkshandig. Calogero bewondert McCartney zo erg dat hij ook op dezelfde basgitaar (Hoffner Violin) speelt.
Op Live 1.0 is te horen dat Calogero een fragment van Paul McCartneys Live and Let Die verwerkt in een van zijn eigen nummers.
Het schrijven van zijn teksten laat hij aan anderen over. Onder andere Lionel Florence, Patrice Guirao, Alana Filippi, Raphaël Haroche, Julie D'Aimé en Zazie schrijven zijn teksten.

## Composities
Calogero schreef, vaak in samenwerking met zijn broer, nummers voor: Florent Pagny, Hélène Ségara, Ismaël Lô, Pascal Obispo, Jenifer, Julie Zenatti, Patrick Fiori, Maëlle en meer. Hij schreef nummers voor de muzikale komedie Les Dix Commandements.

## Discografie

### Studioalbums
- Au milieu des autres (2000)
- Calogero (2002)
- 3 (2004)
- Pomme C (2007)
- L'Embellie (2009)
- Les feux d'artifice (2014)
- Liberté chérie (2017)
- Inédits (2019)
- Centre Ville (2021)
- A.M.O.U.R (2023)

### Compilaties
- V.O.-V.S. (2010)

### Livealbums
- Live 1.0 (2005)
- Live symphonique (2011)
- Live 2015 (2015)
- Liberté chérie Tour (Live à L’ Olympia - 2019) (2019)